# Лов на дивљаке
Лов на дивљаке (енгл. Hunt for the Wilderpeople) је новозеландски авантуристички хумористичко-драмски филм из 2016. године, режисера и сценаристе Тајке Вајтитија, који је сценарио заснован на књизи Дивља свињетина и поточарка Барија Крампа. Сем Нил и Џулијан Денисон глуме „ујка” Хектора и Рикија Бејкера, очинску фигуру и усвојеног сина који постају мета лова на људе након што побегну у новозеландску дивљину. Карту Нил, Мет Нунан, Лијен Сондерс и Вајтити су продуцирали филм.
Лов на дивљаке је премијерно приказан 22. јануара 2016. на филмском фестивалу Санденс, док је у новозеландским биоскопима изашао 31. марта исте године. Филм је у ограниченом издању објављен у Северној Америци 24. јуна 2016. године. Добио је позитивне критике критичара, који су нарочито похвалили глуму и хемију главних ликова. Био је номинован за награду БАФТА у категорији за најбољи међународни независни филм.

## Радња
Рикија Бејкера, дечака у новозеландском хранитељском систему који је често бежало или су га други хранитељски домови враћали, узимају Бела и њен супруг Хектор. Иако се Хектор, заинтересован само за лов, дистанцира од Рикија, дечак се зближава са Белом. Када Бела изненада умре, Хектор је обавештен да ће Рикија преузети државна служба, коју заступа агенткиња Пола Хол.
Не желећи да се врати у хранитељски систем, Рики траљаво лажира сопствену смрт док спаљује Хекторову и Белину шупу и бежи у дивљину. Хектор крене за Рикијем, али овај му том приликом повреди скочни зглоб. Њих двојица су приморани да остану у дивљини док Хекторов скочни зглоб не зацели. У међувремену, Пола проналази рушевину на фарми Беле и Хектора и претпоставља да је Хектор киднаповао Рикија, покрећући потеру за њих двојицом широм земље.
После неког времена, Хекторов скочни зглоб је углавном зацелио, те он и Рики проналазе колибу у шуми. Они виде своје слике на новинској потерници пре него што их изненада открију три ловца, који су се вратили у своју колибу. Хектор и Рики успевају да побегну – али сада, због Рикијеве невине и неуке природе, он случајно окарактерише Хектора као злостављача, што доводи до наношења штете његовој репутацији и тиме се потерница интензивира, а Рики постаје национално признат.
Док заједно лутају по дивљини, Рики и Хектор се зближавају, а Рики говори Хектору о својим страховима и забринутостима у вези са хранитељским системом. Када поново наиђу на празну колибу за још залиха, проналазе човека у инсулинском шоку. Хектор остаје са овим човеком док Рики одлази у оближњи град по помоћ. Проналази Каху, која га опчињава, и одлази до њене куће, где случајно заспи. По повратку у колибу, открива је окружену полицијом коју предводи Пола. Када се сретне са Полом у кланцу, она покушава да га подмити, тражећи од њега да каже да је Хектор био сексуални преступник, како заузврат не би отишао у малолетнички притвор. Међутим, он одбија и успева да сустигне Хектора. Хекторова репутација се побољшала јер је помогао болесном човеку, а медији мењају поглед на њега.
Међутим, када се поново нађу, пљачкају исте ловце од раније, због чега његов имиџ у јавности постаје негативан. Касније, Хектора и Рикија напада дивља свиња. У нападу, Хекторов пас, Заг, је рањен, што приморава Хектора да га убије из милосрђа. Након сахране пса, Рики открива да је све време држао Белин пепео у посуди. Они разбацују пепео у водопад високо у планинском ланцу. Рики и Хектор откривају човека познатог као Психо Сем који живи сам у дивљини. Сем им дозвољава да преноће код њега. Након пет месеци преживљавања у дивљини и бројних бекства од полиције, на крају су ухапшени након јурњаве аутомобила и хеликоптера, а Рики ненамерно пуца у Хектора.
Хектор је послан у затвор на око годину дана, док Рики остаје са Каху и њеном породицом. Након изласка из затвора, Хектор и Рики настављају свој живот авантуре.

## Улоге
| Глумац                  | Улога       |
| ----------------------- | ----------- |
| Сем Нил                 | Хектор      |
| Џулијан Денисон         | Рики Бејкер |
| Рима те Вијата          | Бела        |
| Рејчел Хаус             | Пола Хол    |
| Тиореоре Нгатаи-Мелбурн | Каху        |
| Оскар Кајтли            | Енди Таперт |
| Стен Вокер              | Рон         |
| Мајк Миног              | Џо          |
| Коен Холовеј            | Хју         |
| Рис Дарби               | Психо Сем   |
| Тајка Вајтити           | свештеник   |

## Продукција
Вајтити је почео да адаптира књигу Дивља свињетина и поточарка 2005. године и завршио је више различитих нацрта сценарија. Рани нацрти остали су верни књизи. Међутим, касније верзије су одступиле од тога на неколико начина. Вајтити је дао улогу Џулијану Денисону пошто су њих двојица већ раније заједно радили на једној реклами.
Филм је имао буџет од приближно 4,5 милиона новозеландских долара, од чега је 2 милиона дошло од владине агенције New Zealand Film Commission.
Филм је сниман током пет недеља, на локацијама које су укључивале Централну висораван и планински ланац Ваитакере. Скоро цео филм снимљен је једном камером.

## Објављивање
Лов на дивљаке је премијерно приказан 22. јануара 2016. на филмском фестивалу Санденс, док је 31. марта објављен у новозеландским биоскопима. Филм је издат на DVD and Blu-ray форматима у Америци 25. октобра 2016. од стране компаније Sony Pictures Home Entertainment.

## Пријем

### Зарада
Филм је зарадио 1.263.000 новозеландских долара током премијерног викенда, тиме оборивши рекорд за најуспешнију зараду неког новозеландског филма током премијерног викенда који је до тада држао филм Шта постаје са сломљеним срцем? из 1999. са зарадом од 912.000 долара. Такође је постао најуспешнији новозеландски филм, са зарадом од преко 12 милиона новозеландских долара.
Поред тога је зарадио 10.935.319 долара у Аустралији, 507.380 долара у Уједињеном Краљевству и 5.137.201 долара у Сједињеним Државама.

### Критике
На сајту Rotten Tomatoes, филм има рејтинг одобравања од 97%, на основу 201 рецензије, са просечном оценом 7,9/10. Критички консензус сајта гласи: „Шармантно необичан Лов на дивљаке сједињује солидну глумачку екипу, талентованог редитеља и дирљиву, смешну, дубоко упечатљиву поруку.” На сајту Metacritic, филм има оцену 81 од 100, на основу 30 рецензија, што указује на „универзално признање”.
У својој рецензији, Хамиш Поплстоун је приметио: „Иако су оба мањкава, ликови Нила и Денисона су тако, тако шармантни на екрану и потпуно су способни да се провлаче кроз драматичне, комичне и тужне тачке сценарија.” Часопис Empire прогласио је Лов на дивљаке најбољим филмом 2016. године.